# Lasioglossum ranacum
Lasioglossum ranacum là một loài Hymenoptera trong họ Halictidae. Loài này được Pauly mô tả khoa học năm 1980.